# Сукоб у Богдановцу
Сукоб у Богдановцу догодио су се током рата у Хрватској, од 19. октобра до 10. новембра 1991. године. Вођени су између Хрватске војске и Хрватске одбрамбене снеге на једној страни, а Југословенска народна армија на другој страни. Битка је завршена српском победом и преузимањем Богдановаца.

## Увод у битку
Једина веза са Вуковара са остатком Хрватске био је „кукурузни пут“. Био је то пољски пут скривен кукурузом који је пролазио кроз Богдановце, Маринце и Нуштар. Падом Маринца крајем октобра, та веза је прекинута.

## Борба
Од 19. октобра 1991. године, веза између Богдановаца и Вуковара била је потпуно прекинута. Чета 204. бригаде Збора народне гарде и Хрватске одбрамбене снаге, која се налазила у опкољеним Богдановцу и бројале преко 200 војника, су одолеле нападима Српске војске. Село са 3.200 становника од 1991. године пало је 10. новембра 1991. године у руке јединица Југословенске народне армије.

## Последице
Када су Хрвати били слаби на муницију, донета је одлука о повлачењу 10. новембра, заједно са рањеницима и цивилима, кренули су у неколико група да пробију кроз Српске линије до Нуштара, који су контролисали Хрвати, и био је удаљен 6 километара, пробој је за неке трајао неколико дана док су се повлачили кроз минска поља.